# DB-Baureihe 740
Die Signaldienst-Triebwagen der DB-Baureihe 740 sind als bisher letzte Umbauten der Baureihe 798 entstanden. Von den Stationen Kassel, Kornwestheim, Karlsruhe und Hannover aus werden die sechs Signaldienstwagen für die Unterhaltung der Eisenbahnsicherungstechnik wie Weichen, Signale, Zugbeeinflussung und auch des Tunnelfunks der Schnellfahrstrecken eingesetzt.
Die Umbauten von sechs Triebwagen der Baureihe 798 wurden im Ausbesserungswerk in Kassel vorgenommen. Die Triebwagen 798 827, 705, 574, 735, 693 und 681 erhielten nach den Umbauten in dieser Reihenfolge die Betriebsnummern 740 001 bis 006.
Die Triebwagen der Baureihe 740 verfügen über einen Dieselmotor, welcher unterflur schallisoliert untergebracht ist. Im Wageninneren befinden sich außerdem ein Aufenthalts- und ein großer Werkstattraum. Um das Ausladen sperriger Teile zu ermöglichen, wurde in die Wagenkastenseiten jeweils eine Klappe eingelassen. Die Fenster über diesen Klappen wurden entfernt, andere Fenster wurden nur weiß hinterlegt.

## DB-Baureihe 740.1
2016 und 2017 wurden insgesamt drei vierachsige Multifunktionale Instandhaltungsfahrzeuge (MISS) der Baureihe 740.1 als Neubauten von Plasser & Theurer, Linz geliefert.
Die Fahrzeuge sollen mit ETCS ausgerüstet werden.